# Mónica Lorente
Mónica Isabel Lorente Ramón (1971-) es una política española. Fue alcaldesa de Orihuela entre junio del 2007 y junio del 2011, vicepresidenta segunda y portavoz del gobierno de la Diputación Provincial de Alicante de 2007 a 2011, por el Partido Popular, y diputada autonómica en las Cortes Valencianas (2007-).

## Biografía
Mónica Lorente ejerce activamente en la política con el Partido Popular desde 1989, cuando a los 18 años comienza a participar en las Nuevas Generaciones de su partido. En 1999 pasa a formar parte del Comité Ejecutivo Provincial de Alicante . Entre el 23 de junio de 2007 y el 11 de junio de 2011 fue la alcaldesa de Orihuela, gobernando con la mayoría absoluta obtenida por el Partido Popular En mayo de 2015, ante la expulsión del PP de Pepa Ferrando, presidenta de la formación en Orihuela, y cinco concejales más, pide la baja del Partido Popular y apoya a Foro Demócrata, partido liderado en Orihuela por Pepa Ferrando.

## Imputación en el caso Brugal
→ Ver página principal: Caso Brugal: Nuevas detenciones en 2012
El jueves 7 de junio de 2012 la titular del Juzgado número 3 de Orihuela la imputa junto a otras 28 personas en la causa que dio origen a la investigación de la trama conocida como caso Brugal, relacionada con el amaño de la contrata de basura a favor del empresario Ángel Fenoll (hasta ese momento había 11 imputados, entre ellos tres exconcejales del PP). A la exalcaldesa se le atribuyen los delitos de prevaricación, tráfico de influencias, fraude, revelación de secretos y negociaciones prohibidas a autoridades. Además de Mónica Lorente, es imputado su antecesor en la alcaldía, el también miembro del Partido Popular José Manuel Medina, siete exconcejales del Partido Popular, además del hermano de la exalcaldesa y su exjefe de gabinete.
Este sumario, que constituye una de las tres ramas principales del caso Brugal, se refiere a la adjudicación de la contrata de basuras por el ayuntamiento de Orihuela en octubre de 2008, cuando la alcaldesa era Mónica Lorente, a una UTE integrada por Sufi, Liasur y Gobancast, en la que las dos últimas empresas eran falsas y constituían en realidad la tapadera de la que, presuntamente, se valió Fenoll para quedarse con el contrato. El presidente del Partido Popular de la Comunidad Valenciana y presidente de la Generalidad Valenciana Alberto Fabra declinó hacer algún comentario sobre las imputaciones.
El fallo de La Audiencia confirmó en septiembre de 2016, la sentencia del Juzgado de lo Penal número 3 de Orihuela que en diciembre del pasado año condenó a la ex regidora del PP y a un exconcejal del mismo partido, Antonio Rodríguez Murcia, por adjudicar las obras de mejora de la plaza ubicada junto al centro social de El Escorratel a una empresa sin concluir la tramitación del preceptivo expediente administrativo.

## Baja del Partido Popular y apoyo a Foro Demócrata
En la campaña de las elecciones municipales de 2015, el 18 de mayo, Mónica Lorente anunció en una rueda de prensa que había pedido hasta en tres ocasiones la baja del Partido Popular por su descontento tras la expulsión por parte de la dirección provincial en diciembre de 2014 de Pepa Ferrando, presidenta en esos momentos de la formación a nivel local, y cinco concejales del Grupo Municipal Popular por no acatar las órdenes de la dirección provincial del PP respecto a una moción presentada al Pleno Municipal que pedía la no inclusión en las listas para las elecciones municipales de 2015 de personas imputadas.